# شيلدون لويس
شيلدون لويس (بالإنجليزية: Sheldon Lewis)‏ هو ممثل أمريكي، ولد في 20 أبريل 1868 بفيلادلفيا في الولايات المتحدة، وتوفي في 7 مايو 1958 بسان غابريل في الولايات المتحدة.

## وصلات خارجية
- شيلدون لويس على موقع IMDb (الإنجليزية)
- شيلدون لويس على موقع قاعدة بيانات برودواي على الإنترنت (الإنجليزية)
- شيلدون لويس على موقع قاعدة بيانات الفيلم (الإنجليزية)